# Norvegia

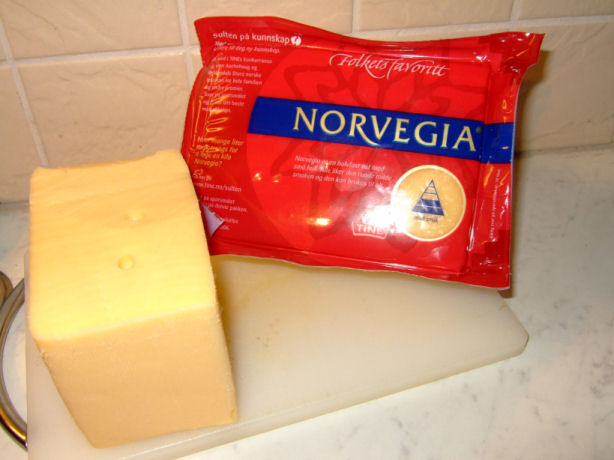
Ser norvegia

Norvegia – rodzaj norweskiego sera, który jest produkowany z krowiego mleka. Ser ten jest zaliczany do serów podpuszczkowych oraz dojrzewających.
Jest to rodzaj goudy wytwarzany w tradycyjny sposób.